# Marie Heritesová

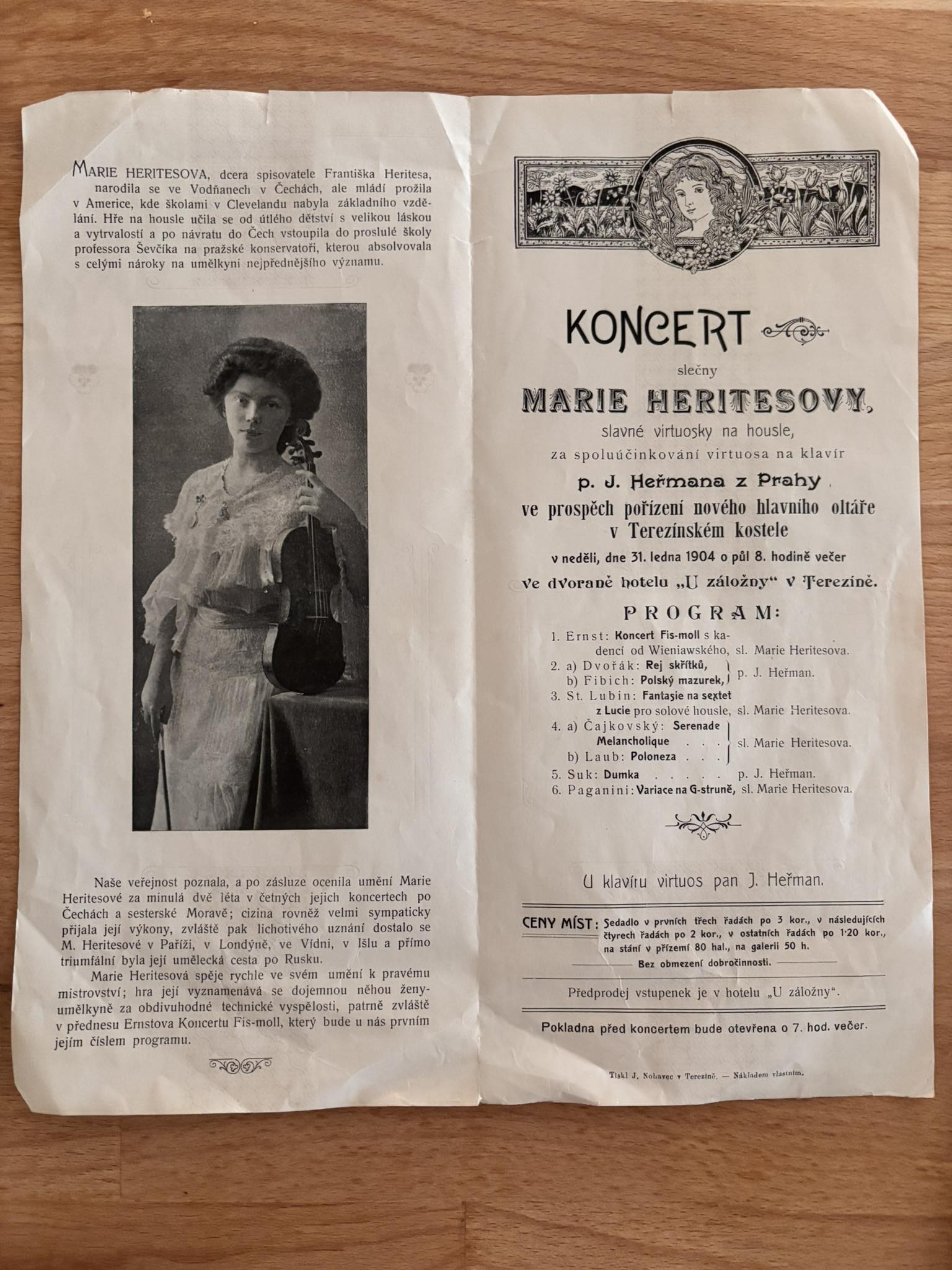
Originální pozvánka na koncert Marie Heritesové v Terezíně v roce 1904

Marie Heritesová, křtěná Marie Antonie, provdaná Kohnová (23. března 1881 Vodňany – 13. července 1970 Bay City, Michigan, USA) byla česká houslistka a hudební pedagožka.

## Život
Narodila se ve Vodňanech v rodině lékárníka a spisovatele Františka Heritese. V letech 1893–1994 pobývala s rodiči v Clevelandu v Americe, kde navštěvovala obecnou školu a příležitostně vystupovala jako houslistka. Po návratu do vlasti studovala v letech 1894–1901 na pražské konzervatoři u Otakara Ševčíka hru na housle. Studium absolvovala s výborným prospěchem a započala svou kariéru houslové virtuosky.
V roce 1902 odehrála své první samostatné vystoupení na žurnalistickém koncertě v Rudolfinu, kde sklidila velký úspěch a byla okamžitě pozvána do Paříže, aby účinkovala na koncertě při příležitosti oslav stého výročí narození Victora Huga. Její další destinací byl Londýn, kde po svém prvním veleúspěšném vystoupení dostala nabídku hrát na slavnostní korunovaci Eduarda VII. a následně koncertovala v dalších městech Anglie. Poté následovaly koncertní cesty po dalších evropských městech a na pozvání slavné carské pěvkyně M. I. Gorlengo-Doliné s níž vystupovala na řadě koncertů v Rusku. Rovněž s Českou filharmonií koncertovala ve Vídni, Budapešti a Terstu.
V další etapě svého koncertování začala spolupracovat s klavírním virtuosem Janem Heřmanem, s nímž zprvu vystupovala na českém venkově a následně i v zahraničí. V červenci roku 1904 se spolu s ním vydala na pětiměsíční turné po Americe. Sérii vystoupení započala na světové výstavě v Saint Louis, kde se zúčastnila koncertu o „Českém dni“. Poté procestovala i další města USA a Kanady, kde vystupovala i s Emou Destinnovou. Nakrátko se vrátila do vlasti a následně se vypravila do USA, kde se v roce 1905 provdala za amerického průmyslníka českého původu Josefa E. Kohna. Získala americké občanství, zde se i usadila a sklízela další koncertní úspěchy, zejména roku 1908 na turné v Kanadě.
V roce 1910 ovdověla. Její manžel před smrtí přišel o všechny peníze a ona se na čas přestěhovala zpět do vlasti, kde žila s dcerou Marií u svých rodičů v Praze a v rodných Vodňanech. V roce 1916 se z obavy před internováním vrátila jako americká občanka do USA a začala zde působit jako pedagožka v hudebních školách. Vyučovala na Northwestern Conservatory v Minneapolisu, působila také v Oklahomě a byla profesorkou na State College for Women v Dentonu. Později učila též na konzervatoři v New Yorku, kde měla i své studio. 
V průběhu dvacátých a třicátých let ještě několikrát pobývala v Československu, ale po roce 1937 zůstala v Americe natrvalo. Po pobytu na několika místech zakotvila v St. Petersburgu na Floridě u své dcery. Koncertně činná byla až do roku 1957. Zemřela v roce 1970 v Gulfport ve státě Florida.

## Galerie

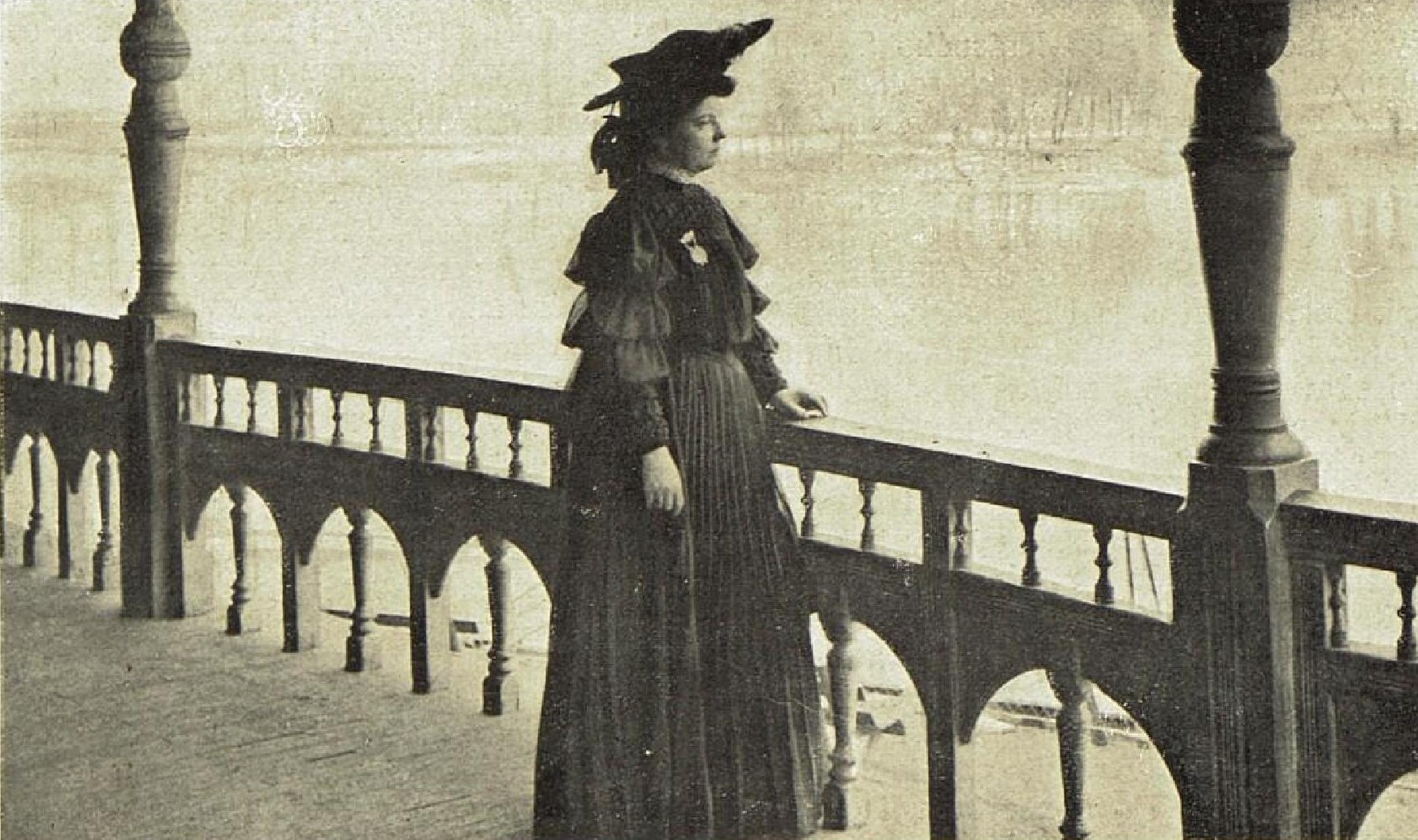
Marie Heritesová na estrádě Douglasparku v Chicagu (1905)
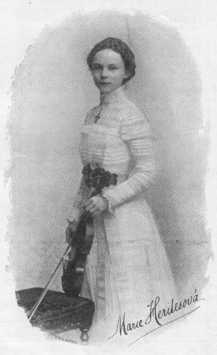
Marie Heritesová